# Кубок Іспанії з футболу 1935
Кубок Іспанії з футболу 1935 — 35-й розіграш кубкового футбольного турніру в Іспанії. Титул вперше здобула Севілья. 

## Календар
| Раунд           | Дата                                        | Матчі | Клуби   |
| --------------- | ------------------------------------------- | ----- | ------- |
| Перший раунд    | 10/17 березня 1935                          | 6     | 50 → 47 |
| Другий раунд    | 24/31 березня 1935                          | 8     | 47 → 43 |
| Третій раунд    | 7/14 квітня/ 16 квітня 1935 (перегравання)  | 8+1   | 43 → 38 |
| Четвертий раунд | 20-28 квітня 1935                           | 8     | 38 → 34 |
| П'ятий раунд    | 1-5 травня/ 7 травня 1935 (перегравання)    | 21+1  | 34 → 22 |
| Шостий раунд    | 9-14 травня 1935                            | 10    | 22 → 16 |
| 1/8 фіналу      | 19/26 травня/ 28 травня 1935 (перегравання) | 16+1  | 16 → 8  |
| 1/4 фіналу      | 2/9 червня/ 11 червня 1935 (перегравання)   | 8+1   | 8 → 4   |
| 1/2 фіналу      | 16/23 червня 1935                           | 4     | 4 → 2   |
| Фінал           | 30 червня 1935                              | 1     | 2 → 1   |

## Перший раунд
| Команда 1          | Заг. | Команда 2         | 1-й матч | 2-й матч |
| ------------------ | ---- | ----------------- | -------- | -------- |
| 10/17 березня 1935 |      |                   |          |          |
| Сантонья           | 2:1  | Аренас (Сарагоса) | 1:1      | 1:0      |
| Депортіво Рока     | 1:3  | Індарра           | 1:2      | 0:1      |
| Нулес              | 3:7  | Картахена         | 2:1      | 1:6      |

## Другий раунд
| Команда 1           | Заг. | Команда 2           | 1-й матч | 2-й матч |
| ------------------- | ---- | ------------------- | -------- | -------- |
| 24/31 березня 1935  |      |                     |          |          |
| Уніон Спортіва Віго | 3:2  | Расінг (Лангреано)  | 0:2      | 3:0      |
| Сантонья            | 3:7  | Ферров'ярія         | 3:2      | 0:5      |
| Індарра             | 1:3  | Клуб Депортіво Гечо | 0:0      | 1:3      |
| Картахена           | 4:6  | Херес СК            | 3:1      | 1:5      |

## Третій раунд
| Команда 1              | Заг. | Команда 2           | 1-й матч | 2-й матч |
| ---------------------- | ---- | ------------------- | -------- | -------- |
| 7/14 квітня 1935       |      |                     |          |          |
| Хупітер                | 5:3  | Клуб Депортіво Гечо | 4:0      | 1:3      |
| Ла-Плана               | 1:7  | Гранольєрс          | 0:4      | 1:3      |
| Рекреатіво (Гранада)   | 2:2  | Херес СК            | 1:1      | 1:1      |
| Ферров'ярія            | +:-  | Расінг (Ферроль)    | +:-      | +:-      |
| 7/16 квітня 1935       |      |                     |          |          |
| Депортіво (Ла-Корунья) | 1:2  | Уніон Спортіва Віго | 1:0      | 0:2      |

Перегравання
| Команда 1            | Рахунок | Команда 2 |
| -------------------- | ------- | --------- |
| 16 квітня 1935       |         |           |
| Рекреатіво (Гранада) | 1:4     | Херес СК  |

## Четвертий раунд
| Команда 1         | Заг. | Команда 2              | 1-й матч | 2-й матч |
| ----------------- | ---- | ---------------------- | -------- | -------- |
| 20/21 квітня 1935 |      |                        |          |          |
| Ферров'ярія       | 9:4  | Депортіво (Ла-Корунья) | 5:1      | 4:3      |
| 21/28 квітня 1935 |      |                        |          |          |
| Сеута Спорт       | 3:2  | Клуб Вікторія          | 2:0      | 1:2      |
| Херес СК          | 1:2  | Хупітер                | 1:1      | 0:1      |
| Констанція        | 3:5  | Гранольєрс             | 2:2      | 1:3      |

## П'ятий раунд
| Команда 1             | Заг. | Команда 2            | 1-й матч | 2-й матч |
| --------------------- | ---- | -------------------- | -------- | -------- |
| 1/5 травня 1935       |      |                      |          |          |
| Стадіум Авілесіно     | 2:5  | Спортінг (Хіхон)     | 2:2      | 0:3      |
| Баракальдо            | 5:6  | Аренас Клуб Гечо     | 3:2      | 2:4      |
| Уніон Клуб            | 2:2  | Доностія             | 2:0      | 0:2      |
| Сарагоса              | 5:0  | Хупітер              | 2:0      | 3:0      |
| Гранольєрс            | 2:7  | Еспаньйол            | 2:4      | 0:3      |
| Жирона                | 2:7  | Бадалона             | 0:1      | 2:6      |
| Хімнастіко (Валенсія) | 5:14 | Валенсія             | 2:5      | 3:9      |
| 2/5 травня 1935       |      |                      |          |          |
| Ферров'ярія           | 1:9  | Вальядолід Депортіво | 0:5      | 1:4      |
| Мурсія                | 2:4  | Еркулес              | 2:3      | 0:1      |

| Команда 1         | Рахунок | Команда 2            |
| ----------------- | ------- | -------------------- |
| 5 травня 1935     |         |                      |
| Атлетіко (Мадрид) | 3:2     | Насьйональ де Мадрид |
| Ельче             | 5:0     | Маласітано           |
| Реал Бетіс        | 6:0     | Сеута Спорт          |

Перегравання
| Команда 1     | Рахунок | Команда 2 |
| ------------- | ------- | --------- |
| 7 травня 1935 |         |           |
| Уніон Клуб    | 3:0     | Доностія  |

## Шостий раунд
| Команда 1         | Заг. | Команда 2         | 1-й матч | 2-й матч |
| ----------------- | ---- | ----------------- | -------- | -------- |
| 9/12 травня 1935  |      |                   |          |          |
| Аренас Клуб Гечо  | 1:6  | Атлетіко (Мадрид) | 0:3      | 1:3      |
| Валенсія          | 4:3  | Еркулес           | 3:1      | 1:2      |
| 12/14 травня 1935 |      |                   |          |          |
| Сарагоса          | 4:1  | Уніон Клуб        | 2:0      | 2:1      |

| Команда 1        | Рахунок | Команда 2            |
| ---------------- | ------- | -------------------- |
| 11 травня 1935   |         |                      |
| Спортінг (Хіхон) | 2:1     | Вальядолід Депортіво |
| Бадалона         | 5:2     | Еспаньйол            |
| 12 травня 1935   |         |                      |
| Реал Бетіс       | 5:0     | Ельче                |

Перегравання
| Команда 1     | Рахунок | Команда 2 |
| ------------- | ------- | --------- |
| 7 травня 1935 |         |           |
| Уніон Клуб    | 3:0     | Доностія  |

## 1/8 фіналу
| Команда 1         | Заг. | Команда 2          | 1-й матч | 2-й матч |
| ----------------- | ---- | ------------------ | -------- | -------- |
| 19/26 травня 1935 |      |                    |          |          |
| Атлетік (Більбао) | 2:5  | Реал Бетіс         | 1:2      | 1:3      |
| Сельта            | 4:8  | Сабадель           | 4:3      | 0:5      |
| Леванте           | 5:2  | Валенсія           | 4:1      | 1:1      |
| Спортінг (Хіхон)  | 3:7  | Барселона          | 1:2      | 2:5      |
| Атлетіко (Мадрид) | 5:5  | Расінг (Сантандер) | 4:3      | 1:2      |
| Севілья           | 1:0  | Мадрид             | 1:0      | 0:0      |
| Сарагоса          | 2:1  | Ов'єдо             | 2:0      | 0:1      |
| Бадалона          | 7:8  | Осасуна            | 4:3      | 2:5      |

Перегравання
| Команда 1         | Рахунок | Команда 2          |
| ----------------- | ------- | ------------------ |
| 28 травня 1935    |         |                    |
| Атлетіко (Мадрид) | 2:1     | Расінг (Сантандер) |

## 1/4 фіналу
| Команда 1         | Заг. | Команда 2 | 1-й матч | 2-й матч |
| ----------------- | ---- | --------- | -------- | -------- |
| 2/9 червня 1935   |      |           |          |          |
| Реал Бетіс        | 1:3  | Сабадель  | 1:1      | 0:2      |
| Барселона         | 3:3  | Леванте   | 2:2      | 1:1      |
| Атлетіко (Мадрид) | 4:5  | Севілья   | 2:2      | 2:3      |
| Сарагоса          | 2:7  | Осасуна   | 1:3      | 1:4      |

Перегравання
| Команда 1      | Рахунок | Команда 2 |
| -------------- | ------- | --------- |
| 11 червня 1935 |         |           |
| Барселона      | 0:3     | Леванте   |

## 1/2 фіналу
| Команда 1         | Заг. | Команда 2 | 1-й матч | 2-й матч |
| ----------------- | ---- | --------- | -------- | -------- |
| 16/23 червня 1935 |      |           |          |          |
| Леванте           | 1:4  | Сабадель  | 1:2      | 0:2      |
| Севілья           | 5:1  | Осасуна   | 4:1      | 1:0      |

## Фінал
| 30 червня 1935 |

| Севілья                        | 3:0      | Сабадель |
| ------------------------------ | -------- | -------- |
| Кампаналь 36', 78' Брасеро 89' | Протокол |          |

| Нуево Чамартин, Мадрид Глядачів: 15 000 Арбітр: Педро Ескартін |